# San Sebastián (Mantegna)
San Sebastián es el tema de tres pinturas del pintor del primer Renacimiento italiano Andrea Mantegna. El artista paduano vivió en un período en que eran frecuentes las pestes; Sebastián era considerado protector contra la peste al haber sido herido por flechas y se pensaba que la peste se difundía a través del aire.
En su larga estancia en Mantua, más aún, Mantegna residió cerca de la iglesia de San Sebastián.

## ElSan Sebastiánde Viena
Se ha sugerido que el cuadro fue realizado después de que Mantegna se recuperase de la peste en Padua (1456-1457). Probablemente fue encargo del podestà de la ciudad para celebrar el fin de la peste, fue acabada antes de que el artista dejara la ciudad para ir a Mantua.
Según Battisti, el tema se refiere al Libro de la Revelación. Un jinete está presente en las nubes en la parte superior izquierda. Como se especifica en la obra de san Juan, la nube es blanca y el jinete tiene una guadaña, que él estaba usando para cortar la nube. El jinete ha sido interpretado como Saturno, el dios grecorromano: en los tiempos antiguos, Saturno fue identificado con el Tiempo que pasaba y dejaba todo destrozado detrás de si.

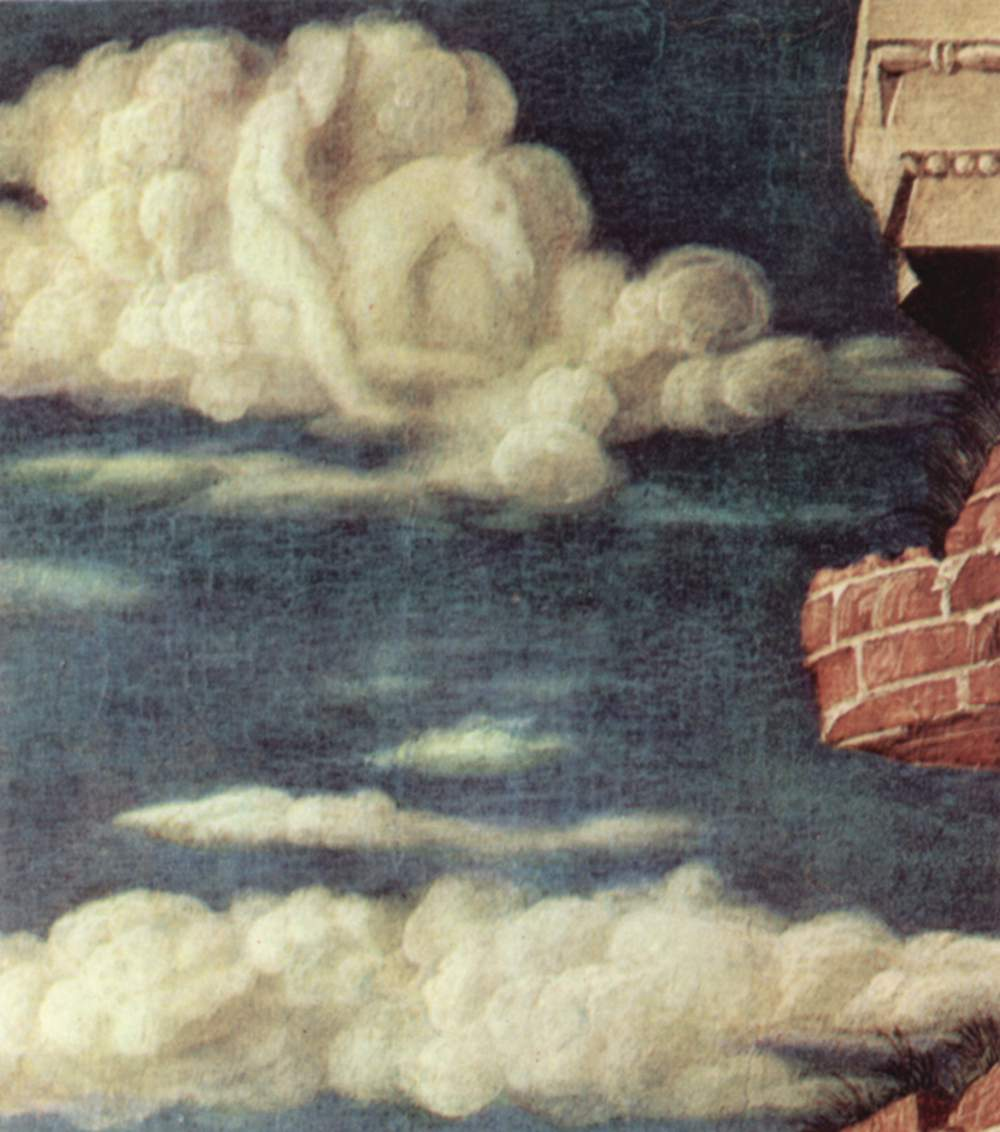
Detalle del jinete en la nube del San Sebastián de Viena.

En lugar de la figura clásica de Sebastián atado a un poste en el Campo Marzio de Roma («Campo de Marte»), el pintor retrató al santo contra un arco, bien sea un arco de triunfo o bien la puerta de una ciudad. En 1457 el pintor fue llevado a juicio por «inadecuación artística» por haber puesto sólo ocho apóstoles en su fresco de la Asunción. A modo de respuesta, él aplicó los principios del clasicismo de Alberti en los cuadros siguientes, incluyendo este pequeño San Sebastián, aunque deformada por la perspectiva nostálgica propia de él. 

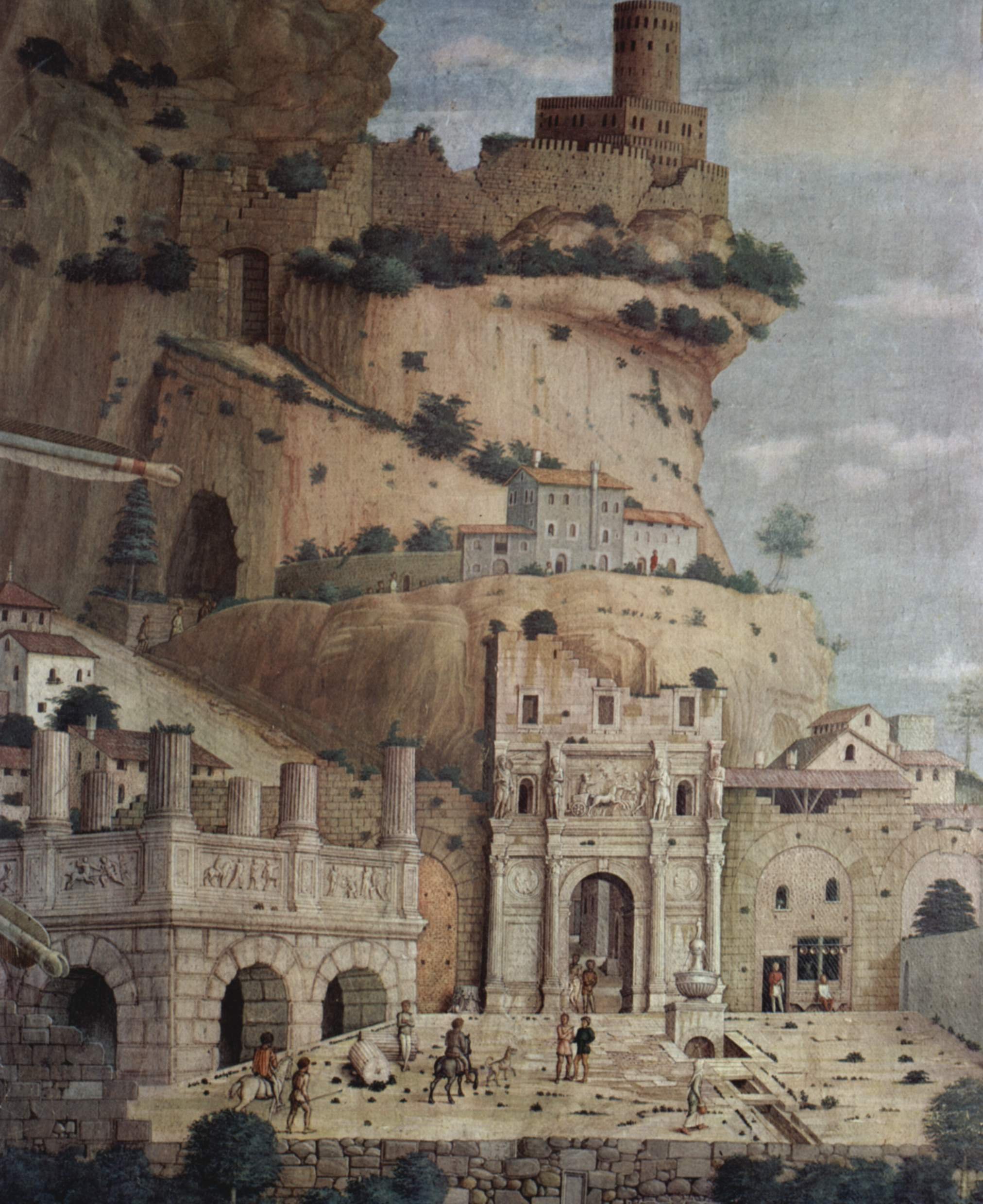
Detalle de la antigua ciudad en la parte posterior del San Sebastián del Louvre. Las ruinas clásicas son típicas de los cuadros de Mantegna. El camino acantilado, la grava y las cuevas son referencias a las dificultades de alcanzar la Jerusalén Celestial, la ciudad fortificada representada en la parte superior de la montaña, en la esquina superior derecha del cuadro, y descrita en el Capítulo 21 del Apocalipsis de Juan.

Es característico de Mantegna la claridad de la superficie, la precisión de la reproducción «arqueológica» de los detalles arquitectónicos, y la elegancia de la postura del mártir.
La inscripción vertical en el lado derecho del santo es la firma de Mantegna en griego.

## ElSan Sebastiándel Louvre
El San Sebastián del Louvre fue una vez parte del retablo de San Zenón en Verona. A finales del siglo XVII o principios del XVIII se documentó en la Sainte Chapelle de Aigueperse, en la región de Auvernia en Francia: su presencia allí está relacionada con el matrimonio de Clara Gonzaga, hija de Federico I de Mantua, con Gilberto de Montpensier, Delfín de Auvernia (1486).
El cuadro presumiblemente ilustra el tema del Atleta de Dios, inspirado por un sermón espurio de san Agustín. El santo, de nuevo atado a un arco clásico, es observado desde una perspectiva baja, inusual, usada por el artista para reforzar la impresión de solidez y dominio de su figura. La cabeza y los ojos vueltos hacia el cielo confirman la firmeza de San Sebastián al sobrellevar su martirio. A sus pies se muestran dos personas malvadas (representadas por un dúo de arqueros): se pretende que creen un contraste entre el hombre de fe trascendente, y aquellos quienes sólo son atraídos por goces profanos.
Aparte del simbolismo, el cuadro se caracteriza por la precisión de Mantegna en las representaciones de las ruinas antiguas, así como el detalle en particulares realistas como la higuera cerca de la columna y la descripción del cuerpo de Sebastián.

## ElSan Sebastiánde Venecia
El tercer San Sebastián de Mantegna fue pintado algunos años más tarde (h. 1490), y difiere bastante de las composiciones precedentes, muestra un marcado pesimismo. La figura grandiosa, robusta, del santo está representada ante un fondo neutral y plano en color marrón. Las intenciones del artista en esta obra están explicadas en una banderola en espiral alrededor de una vela apagada, en la esquina inferior derecha. Aquí, en latín, está escrito: Nihil nisi divinum stabile est. Caetera fumus («Nada es estable salvo lo divino. El resto es humo»). La inscripción puede que fuera necesaria debido a que el tema de la fugacidad de la vida no era normalmente asociado con cuadros de san Sebastián. La letra «M» formada por las flechas cruzadas sobre las piernas del santo pueden referirse a Morte («Muerte») o Mantegna.